# Irwyn
Irwyn är en udde i Antarktis. Den ligger i Västantarktis. Nya Zeeland gör anspråk på området.
Terrängen inåt land är kuperad åt sydost, men åt nordväst är den platt. Terrängen runt Irwyn sluttar norrut. Trakten är obefolkad. Det finns inga samhällen i närheten.